# Cleora echinodes
Cleora echinodes är en fjärilsart som beskrevs av Fletcher 1967. Cleora echinodes ingår i släktet Cleora och familjen mätare. Inga underarter finns listade i Catalogue of Life.